# Calcare nummulitico
Il Calcare nummulitico è un tipo di roccia carbonatica di origine prevalentemente organogena; è caratterizzato dall'abbondante presenza di gusci fossilizzati di nummuliti.

## Caratteristiche, origine e giacitura
I calcari nummulitici possono essere soggetti a fenomeni diagenetici che li fanno trasformare in calcari dolomitici mediante assorbimento del magnesio dall'acqua marina ove questo elemento è presente;   i calcari che si formano sul fondo marino possono essere alternati a strati di argilla a sedimentazione pelagica. Queste rocce si possono formare in tempi relativamente brevi quando, ad esempio, a causa di variazioni climatiche il tasso di mortalità di tali animali è molto elevato. L'accumulo in luoghi circoscritti di numerosi resti di organismi morti, quindi fossilizzati assieme è detto tanatocenosi.